# Duboštica (Vareš)
Pour les articles homonymes, voir Duboštica.
Duboštica (en cyrillique : Дубоштица) est un village de Bosnie-Herzégovine. Il est situé dans la municipalité de Vareš, dans le canton de Zenica-Doboj et dans la fédération de Bosnie-et-Herzégovine. Selon les premiers résultats du recensement bosnien de 2013, il compte 57 habitants.

## Géographie
Le village est situé à la confluence de trois rivières : la Ravna rijeka, le Strmac et la Duboštica.

## Démographie

### Évolution historique de la population dans la localité
| 1948 | 1953 | 1961 | 1971 | 1981 | 1991 | 2013 |
| ---- | ---- | ---- | ---- | ---- | ---- | ---- |
| -    | -    | 340  | 159  | 158  | 118  | 57   |

|  |

### Communauté locale
En 1991, la communauté locale de Duboštica comptait 170 habitants, répartis de la manière suivante :